# デモイン国際空港
デモイン国際空港（英: Des Moines International Airport）は、アメリカ合衆国アイオワ州の州都デモインにある国際空港。市の中心部からは南西約5.5kmに立地している。

## 就航路線
- アレジアント航空（ラスベガス、オーランド・サンフォード、ロサンゼルス、オーランド、フォートローダーデール、セントピーターズバーグ）
- アメリカン航空（ダラス・フォートワース、フェニックス）
- アメリカン・イーグル（シャーロット、フィラデルフィア、シカゴ・オヘア、ダラス・フォートワース ）
- デルタ航空（アトランタ）
- デルタ・コネクション（ミネアポリス、シンシナティ、ワシントン、 デトロイト、メンフィス、NYラガーディア、ミルウォーキー）
- ユナイテッド航空（シカゴ・オヘア、デンバー ）
- ユナイテッド・エキスプレス（シカゴ・オヘア、デンバー）
- サウスウエスト航空（ラスベガス、デンバー、セントルイス）
- フロンティア航空（デンバー、ラスベガス）